# Urs Kalecinski
Urs Jakob Kalecinski (* 30. April 1998 in Schwäbisch Gmünd), auch bekannt als The Miraclebear, ist ein deutscher Bodybuilder.

## Familie
Sein Vater war Gewichtheber und seine Mutter führende Tänzerin eines Ballettensembles. Als diese ein Stipendium erhielt, zogen beide nach Deutschland. Urs wuchs zusammen mit zwei älteren Brüdern auf, von welchen sein mittlerer Bruder Kai ihn stetig im Kraftsport unterstützte. Sein ältester Bruder war unter anderem Bundesligaturner.

## Karriere
In seiner Kindheit hatte Kalecinski bereits einen starken Bezug zu Sport. Beispielsweise übte er Turnen, Handball und Fußball aus, wobei er sich selbst in diesen Sportarten als nicht besonders talentiert beschrieb. In seiner Jugend war er im Breakdance aktiv. Mit 13 Jahren fing er an mit seinem Bruder aufgrund von Übergewicht in einer Gewichthalle zu trainieren. Im Alter von 14 meldete er sich dann in einem kleinen Fitnessstudio in seinem Heimatdorf an. Im Alter von 17 Jahren nahm Urs Kalecinski an seinem ersten Jugend-Bodybuilding Wettkampf teil. Er ist 181 cm groß und tritt in der Kategorie „Classic-Physique“ an.

### Amateur
Kalecinski bestritt seinen ersten Bodybuilding-Wettkampf 2016 bei der Internationalen Deutschen Newcomer Meisterschaft. Er nahm in der Kategorie „Junioren über 70kg“ teil und konnte den 4. Platz erreichen. Bei seinem zweiten Wettkampf, der Deutschen Meisterschaft 2016, erreichte er in der Kategorie „Junioren 18-21 Jahre über 75kg“ den 6. Platz.
Beim österreichischen Bodybuilding Wettkampf „ANBF 2018“ gewann er den ersten Platz der Junioren, den ersten Platz in der Männerklasse bis 85 kg und den Gesamtsieg der Meisterschaft. Nur eine Woche später erreichte er bei der „15. GNBF e.V. Deutsche Meisterschaft & GNBB Pro 2018“ den ersten Platz im Junioren Bodybuilding.

### GNBF-Profi
Danach wurde er Profi bei der German Natural Bodybuilding & Fitness Federation (GNBF). Gemeinsam mit seinem damaligen Coach Leo Mayrhofer entschied er sich dazu, zu Beginn seiner Wettkampf-Diät mit dem Konsum leistungssteigernder Substanzen zu beginnen. Am 5. Oktober 2019 nahm Kalecinski dann an der NPC Worldwide Amateur in London teil. Er erreichte in der Kategorie Men’s Physique unter 20 Athleten den 4. Platz. Eine Woche nach diesem Wettkampf nahm er bereits an seinem nächsten Wettkampf teil. Bei der Fitparade 2019 in Budapest erhielt er in der Men’s Classic Physique den 2. Platz. Knapp zwei Wochen nach Budapest schaffte er den Durchbruch in Island. Dort belegte er den 1. Platz der Classic Physique, war somit offiziell IFBB-Profi und darf auch an internationalen Profiwettkämpfen der IFBB teilnehmen. Nach diesen Wettkämpfen schloss Kalecinski die Saison mit einem Wettkampf bei der Dennis James Classic ab und erreichte dort den 6. Platz.

### IFBB-Profi
Nach seinem Aufstieg zum IFBB-Profi nahm Kalecinski 2020 an keinem Wettkampf teil. Im April startete Urs seinen YouTube-Kanal, auf welchem er regelmäßig Videos veröffentlicht. In diesen dokumentierte er seine Wettkampfvorbereitung und sein Sozialleben.
Im August 2021 nahm er in Florida an der IFBB Pro League Tampa Pro teil, wo er den ersten Platz erreichte und sich für den Mr. Olympia qualifizierte. Die letzte Woche vor dem Wettbewerb verbrachte er in Orlando, wo er den vierten Platz erreichte. Schon fünf Monate später nahm er an der Arnold Classic teil, bei der er den 3. Platz erreichte. Dann nahm er noch an der Boston Pro und in derselben Woche auch noch an der Kuwait Classic teil. Bei beiden Wettbewerben erreichte er den 1. Platz. Durch seine Platzierung beim Mr. Olympia war Kalecinski direkt für die Ausgabe im nächsten Jahr qualifiziert. Beim Mr. Olympia 2022  konnte er dann den 3. Platz erreichen, womit er direkt zur nächsten Ausgabe 2023 eingeladen wurde.
Bei den Arnold Classic 2023 erreichte er den zweiten Platz hinter Ramon Rocha Queiroz. Am 4. November 2023 nahm Kalecinski zum dritten Mal am Mr. Olympia teil und konnte erneut den dritten Platz hinter Ramon Rocha Queiroz und Chris Bumstead belegen. Bereits eine Woche später nahm Kalecinski an der Texas State Pro teil, bei welcher er den ersten Platz erreichte und sich für Mr. Olympia 2024 qualifizierte.
Im Jahr 2024 erreichte er bei den Arnold Classics den dritten Platz hinter Ramon Rocha Queiroz und Wesley Vissers. Im März nahm er am Arnold Classic im Vereinigten Königreich teil. Hier konnte Kalecinski den dritten Platz hinter Breon Ansley und Wesley Vissers belegen. Im Oktober 2024 belegte er den dritten Platz beim Mr. Olympia in Las Vegas, wodurch er sich auch für den Mr. Olympia 2025 qualifiziert hat.
Seit 2020 betreibt er einen Onlineshop für Bekleidung und Fitness-Ausrüstung.

## Wettkämpfe
- 2018: ANBF – 1. Platz Junioren, 1. Platz Männer und Gesamtsieg[7]
- 2018: 15. GNBF e.V. Deutsche Meisterschaft & GNBB Pro – 1. Platz Junioren über 75 kg, 2. Platz Junioren Overall, 10. Platz Men Bodybuilding Open und Pro Card im nicht- unterstützten Bodybuilding[27]
- 2019: NPC Worldwide Amateur Olympia UK – 4. Platz[28]
- 2019: Budapest Fitparade 2019 – 2. Platz
- 2019: Iceland Open (Pro Qualifier) – 1. Platz und Pro Card[4]
- 2021: IFBB Pro Xtreme Bodybuilding Classic Physique – 2. Platz[4]
- 2021: IFBB Pro Tampa Classic Physique – 1. Platz[29]
- 2021: Mr. Olympia Classic Physique – 4. Platz[30]
- 2022: Arnold Classic – 3. Platz Classic Physique[16]
- 2022: IFBB Boston Pro Show – 1. Platz Classic Physique[17]
- 2022: IFBB Kuwait Pro Show – 1. Platz Classic Physique[18]
- 2022: Mr. Olympia – 3. Platz Classic Physique[31]
- 2023: Arnold Classic – 2. Platz Classic Physique[32]
- 2023: Mr. Olympia – 3. Platz Classic Physique[33]
- 2023: IFBB Texas State Pro – 1. Platz Classic Physique[34]
- 2023: IFBB EVLS Prague Pro – 1. Platz Classic Physique[35]
- 2024: Arnold Classic – 3. Platz Classic Physique[36]
- 2024: Arnold Classic UK – 3. Platz Classic Physique[37]
- 2024: Mr. Olympia – 3. Platz Classic Physique[38]